# Мирт лума
Мирт лу́ма (лат. Amomýrtus lúma) — вид двудольных цветковых растений, входящий в род Амомирт (Amomyrtus) семейства Миртовые (Myrtaceae).

## Ботаническое описание
Вечнозелёное сильноветвистое дерево, достигающее в природе 25 м в высоту, с гладкой коричневой или серой корой и более тёмными пятнами. Ствол до 50 см толщиной, молодые веточки опушённые. Листья супротивно расположенные вдоль веточек, 2—5×0,7—2 см, кожистые, продолговато-яйцевидной формы, цельнокрайние, с клиновидным основанием и закруглённым концом, с сильным запахом. Верхняя поверхность листа темнее нижней. Черешок волосистый, 2—4 мм длиной.
Цветки собраны в кисти в пазухах листьев, ароматные, 5—6 мм в диаметре. Венчик из 5 белых лепестков, чашечка разделена на 5 коротких долей. Тычинки многочисленные — в числе 30—45. Завязь нижняя, двугнёздная, с многочисленными семязачатками. Цветение наблюдается с октября по январь.
Плод — шаровидная ягода фиолетово-чёрного цвета 1—1,5 см в диаметре. В природе плодоносит с декабря по март.

## Ареал
Произрастает на высоте от 500 до 1500 м над уровнем моря на влажных участках по берегам рек и озёр.
Дерево широко распространено на юге Чили и Аргентины: в Чили от Тальки до Айсена, в Аргентине от Огненной Земли на юге до Рио-Негро и Неукена на севере.

## Значение
Крепкая древесины лумы используется для изготовления сельскохозяйственных орудий труда, для обогрева. Ягоды используются в пищу в виде варенья, из них некоторые народы готовят чичу.
Декоративное растение. Зимостойко в зоне 9 USDA, то есть выдерживает понижения температуры до −7 °C.

## Систематика

### Синонимы
- Eugenia darwinii Hook.f., 1846
- Myrceugenia luma (Molina) I.M.Johnst., 1924
- Myrcia lechleriana Miq., 1853
- Myrtus darwinii (Hook.f.) Barnéoud, 1847
- Myrtus lechleriana (Miq.) Sealy, 1938
- Myrtus luma Molina, 1782basionym
- Myrtus multiflora Juss. ex J.St.-Hil., 1803
- Myrtus reloncavi Barnéoud ex F.Phil., 1881
- Myrtus valdiviana Phil., 1858
- Pseudocaryophyllus darwinii (Hook.f.) Burret, 1941
- Pseudocaryophyllus multiflorus (Juss. ex J.St.-Hil.) Burret, 1941